# Alocasia heterophylla
Alocasia heterophylla är en kallaväxtart som först beskrevs av Karel Presl, och fick sitt nu gällande namn av Elmer Drew Merrill. Alocasia heterophylla ingår i släktet Alocasia och familjen kallaväxter. Inga underarter finns listade.